# Відріг

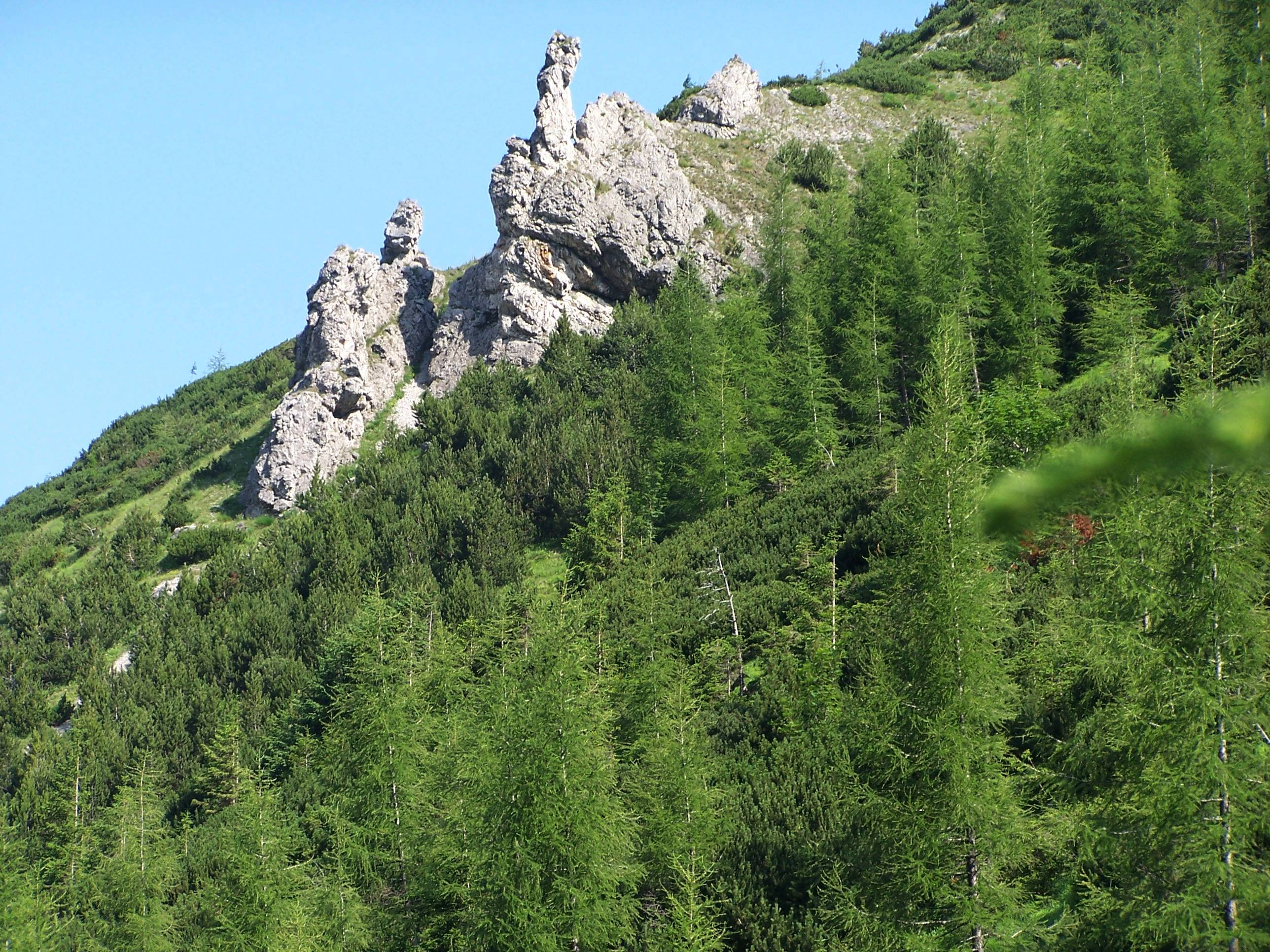
Відріг Татр

Відріг — відносно коротке і вузьке відгалуження гірського хребта, яке відходить від нього під певним кутом та знижується до його периферії. Відроги виникають внаслідок ерозійного розчленування гір. Наприклад, Верхоянський хребет — відріг Станового хребта, поряд з алданським хребтом, алазейськими та колимськими горами, Російським хребтом.